# Lennea modesta
Lennea modesta là một loài thực vật có hoa trong họ Đậu. Loài này được (Standl. & Steyerm.) Standl. & miêu tả khoa học đầu tiên.